# Racionalización (sociología)
En sociología, racionalización  es el reemplazo de tradiciones, valores y emociones como motivadores del comportamiento en la sociedad con conceptos basados en racionalidad y razón. Por ejemplo, la implementación de burocracias en el gobierno es una especie de racionalización, al igual que la construcción de espacios habitables de alta eficiencia en arquitectura y planificación urbana. Una posible razón de por qué la racionalización de una cultura puede tener lugar en la era moderna es el proceso de globalización. Los países están cada vez más interconectados y, con el auge de la tecnología, es más fácil para los países influirse entre sí a través de las redes sociales, los  medios y política. Un ejemplo de racionalización en vigor sería el caso de los médicos brujos en ciertas partes de África. Si bien muchos lugareños los ven como una parte importante de su cultura y tradiciones, las iniciativas de desarrollo y los trabajadores humanitarios han tratado de racionalizar la práctica para educar a la población local en la medicina y la práctica modernas (Giddens, 2013).
Muchos sociólogos, teóricos críticos y filósofos contemporáneos han argumentado que la racionalización, falsamente asumida como progreso, ha tenido un efecto negativo y  deshumanizador en la sociedad, Los fundadores de la sociología tuvieron una reacción crítica a la racionalización:

Marx y Engels asociaron el surgimiento de la sociedad moderna sobre todo con el desarrollo del capitalismo; para Durkheim estaba relacionado en particular con la industrialización y la nueva división social del trabajo que esto trajo consigo; para Weber tuvo que ver con el surgimiento de una forma de pensar distintiva, el cálculo racional que asoció con la Ética Protestante (más o menos de lo que hablan Marx y Engels en términos de esas 'olas heladas de cálculo egoísta'). John Harriss  ¿La Segunda Gran Transformación? Capitalismo a finales del siglo XX  1992

## Capitalismo
La racionalización formó un concepto central en la base de la sociología clásica, particularmente con respecto al énfasis que la disciplina colocó - en contraste con la antropología - en la naturaleza de las sociedades occidentales modernas. El término fue presentado por el profundamente influyente alemán antipositivista Max Weber, aunque sus temas son paralelos a las críticas de la modernidad expuestas por varios estudiosos. Un rechazo del  dialectismo y evolución sociocultural informa el concepto.
Weber demostró la racionalización en  La ética protestante y el espíritu del capitalismo , en el que los objetivos de ciertas teologías  Protestantes, en particular el Calvinismo, se han desplazado hacia la racionalidad y medios de ganancia económica como una forma de lidiar con su "ansiedad de salvación". Las consecuencias racionales de esta doctrina, argumentó, pronto se volvieron incompatibles con sus raíces religiosas, por lo que estas últimas fueron finalmente descartadas. Weber continúa su investigación sobre este asunto en trabajos posteriores, en particular en sus estudios sobre burocracia y sobre las clasificaciones de autoridad. En estas obras alude a un inevitable paso hacia la racionalización.
Weber creía que un movimiento hacia la Autoridad racional-legal era inevitable en situaciones de autoridad carismática, la muerte de un líder efectivamente pone fin al poder de esa autoridad, y solo a través de una base racionalizada y burocrática se puede transmitir esta autoridad.  Las autoridades tradicionales en sociedades racionalizadas también tienden a desarrollar una base legal racional para asegurar mejor una adhesión estable.

Lo que describió Weber no fue sólo la secularización de la "cultura" occidental, sino también y especialmente el desarrollo de las "sociedades" modernas desde el punto de vista de la racionalización. Las nuevas estructuras de la sociedad estaban marcadas por la diferenciación de los dos sistemas funcionalmente interconectados que habían tomado forma alrededor de los núcleos organizativos de la empresa capitalista y el aparato estatal burocrático. Weber entendió este proceso como la institucionalización de la acción económica y administrativa intencionalmente racional. En la medida en que la vida cotidiana se vio afectada por esta racionalización cultural y social, las formas de vida tradicionales, que en el período moderno temprano se diferenciaban principalmente según el oficio de uno, se disolvieron.
 Jürgen Habermas La conciencia de la modernidad de tiempo

Mientras que en  sociedades tradicionales como el feudalismo el gobierno se gestiona bajo la  liderazgo tradicional de, por ejemplo, un  rei o un jefe tribal, las sociedades modernas operan bajo  sistemas legales-racionales. Por ejemplo,  sistemas democráticos intentan remediar preocupaciones cualitativas (como  discriminación racial) con medios cuantitativos racionalizados (por ejemplo, derechos civiles y legislación). Weber describió los efectos eventuales de la racionalización en su Economía y sociedad como conduciendo a una "noche polar de oscuridad helada", en la que la creciente racionalización de la vida humana atrapa a los individuos en una "jaula de hierro "(o" carcasa dura como el acero ") del control  racional basado en reglas.
Jürgen Habermas ha argumentado que comprender la racionalización correctamente requiere ir más allá de la noción de racionalización de Weber. Requiere distinguir entre la  racionalidad instrumental , que implica cálculo y eficiencia (es decir, reducir todas las relaciones a las de medios y fines), y la  racionalidad comunicativa , que implica ampliar el alcance del entendimiento mutuo en la comunicación. La capacidad de ampliar esta comprensión a través de un discurso reflexivo sobre la comunicación y hacer que la vida social y política esté sujeta a esta comprensión ampliada.

Está claro que en La teoría de la acción comunicativa Weber está desempeñando algo parecido al papel que desempeñó Hegel para Marx. Weber, para Habermas, no debe ser tanto pararse de cabeza (o volver a colocarlo en la posición correcta) como persuadirlo de pararse sobre dos piernas en lugar de una, para apoyar su teoría de la modernidad con análisis más sistemáticos y estructurales que los de la racionalización (intencional-racional) de la acción ... Weber "se separa de una teoría de la acción comunicativa" cuando define la acción en términos del actor que le atribuye un significado subjetivo. No aclara el "significado" en relación con el modelo de habla; no lo relaciona con el medio lingüístico de posible comprensión, sino con las creencias e intenciones de un sujeto actuante, tomado al estar con él en forma aislada. Esto lo lleva a su familiar distinción entre acción racional con valores, racional intencional, tradicional y afectiva. Lo que Weber debería haber hecho en cambio fue concentrarse no en las orientaciones de la acción, sino en las estructuras generales del mundo de la vida al que pertenecen los sujetos activos.
William Outhwaite Habermas: Key Contemporary Thinkers 1988

### El Holocausto, la modernidad y la ambivalencia

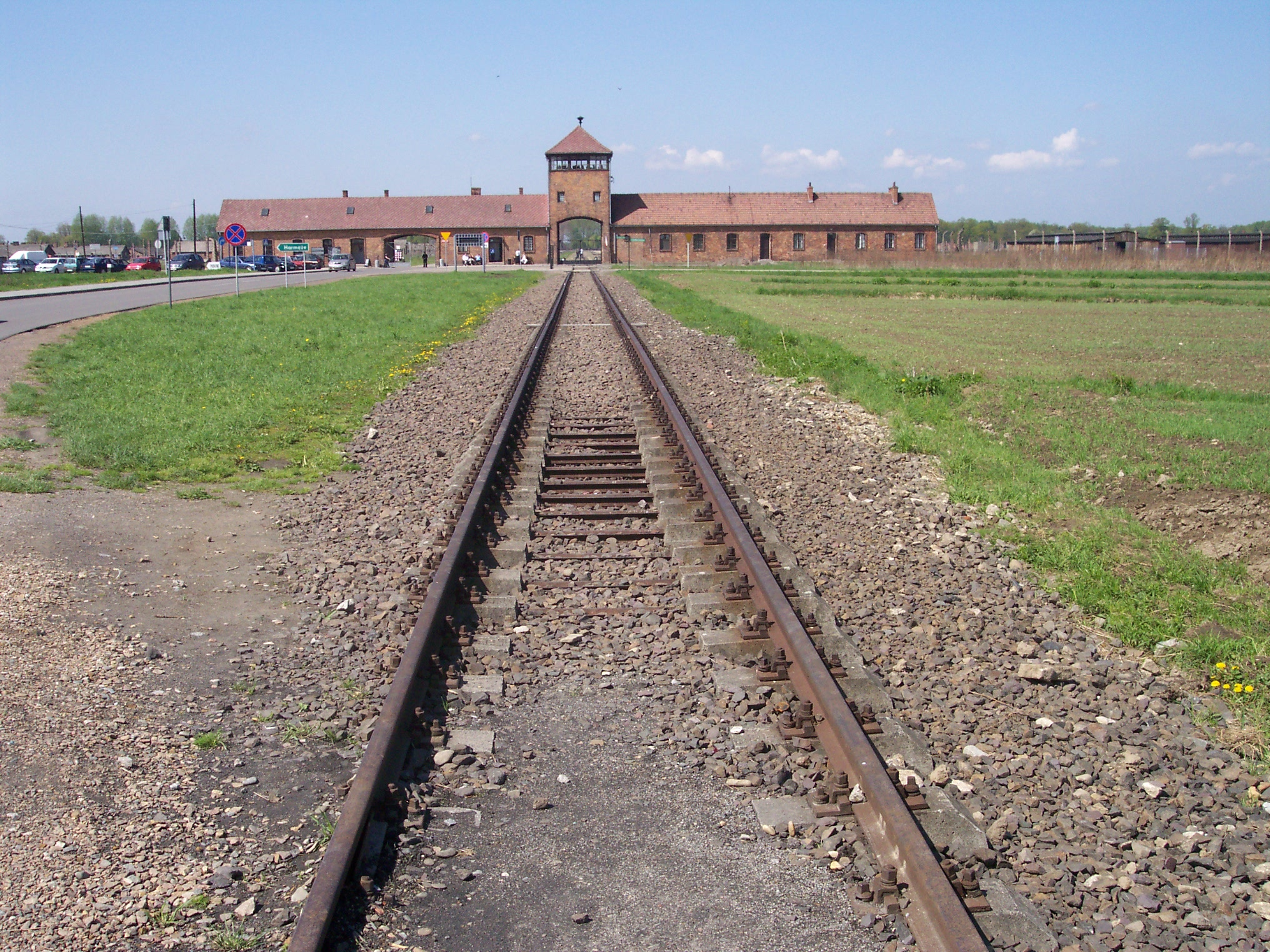
La línea de ferrocarril que conduce al campo de exterminio de Auschwitz II (Birkenau).

Para Zygmunt Bauman, la racionalización como manifestación de la modernidad puede estar estrechamente asociada con los eventos del Holocausto. En "Modernidad y ambivalencia", Bauman intentó dar cuenta de los diferentes enfoques que la sociedad moderna adopta hacia el extraño. Argumentó que, por un lado, en una economía orientada al consumidor, lo extraño y lo desconocido siempre es atractivo; en diferentes estilos de comida, diferentes modas y en el turismo es posible experimentar el encanto de lo desconocido.
Sin embargo, esta rareza también tiene un lado más negativo. El extraño, porque no puede ser controlado y ordenado, es siempre objeto de miedo; es el atracador potencial, la persona fuera de las fronteras de la sociedad que amenaza constantemente. El libro más famoso de Bauman, "La modernidad y el Holocausto", es un intento de dar una descripción completa de los peligros de este tipo de miedos. Basándose en los libros de Hannah Arendt y Theodor Adorno sobre el totalitarismo y la Ilustración, Bauman argumenta que el Holocausto no debe considerarse simplemente un evento en la historia judía, ni una regresión a la barbarie premoderna. Más bien, dice, el Holocausto debe verse como profundamente conectado con la modernidad y sus esfuerzos de creación de orden. La racionalidad procedimental, la división del trabajo en tareas cada vez más pequeñas, la categorización taxonómica de las diferentes especies y la tendencia a considerar el cumplimiento de reglas como moralmente bueno, jugaron su papel en la llegada del Holocausto.
Por esta razón, Bauman sostiene que las sociedades modernas no han tomado plenamente en cuenta las lecciones del Holocausto; en general, para usar la metáfora de Bauman, se ve como un cuadro colgado en una pared, que ofrece pocas lecciones. En el análisis de Bauman, los judíos se convirtieron en "extraños" "por excelencia" en Europa; él describió la Solución final como un ejemplo extremo de los intentos hechos por las sociedades para eliminar los elementos incómodos e indeterminados que existen dentro de ellas. Bauman, al igual que el filósofo Giorgio Agamben, sostuvo que los mismos procesos de exclusión que operaron en el Holocausto podrían, y hasta cierto punto lo hacen, todavía entrar en juego hoy.

### Definición de Adorno y Horkheimer de "iluminación"
En su análisis de la sociedad occidental contemporánea, "Dialéctica de la Ilustración" (1944, revisada en 1947), Theodor Adorno y Max Horkheimer desarrollaron un concepto amplio y pesimista de la ilustración. En su análisis, la ilustración tenía su lado oscuro: mientras trataba de abolir la superstición y los mitos mediante la filosofía "fundacionalista", ignoró su propia base "mítica". Sus esfuerzos hacia la totalidad y la certeza llevaron a una creciente instrumentalización de la razón. En su opinión, la ilustración misma debería ser ilustrada y no planteada como una visión del mundo "libre de mitos". Para la filosofía marxista en general, la racionalización está estrechamente asociada con el concepto de "fetichismo de la mercancía", por la razón de que no solo los productos están diseñados para cumplir ciertas tareas, sino que los empleados son contratados para cumplir tareas específicas como bien.

## Consumo

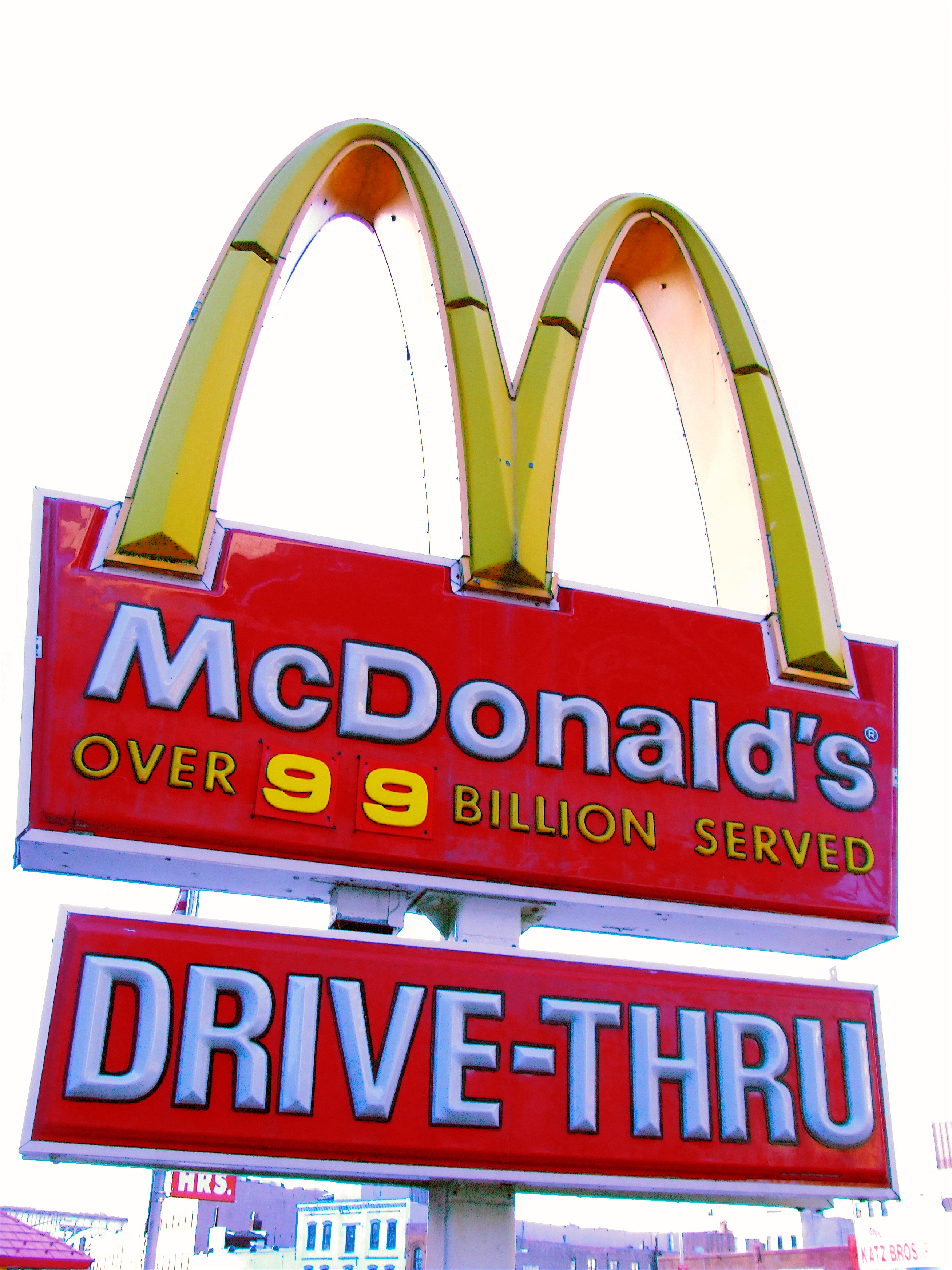
El letrero en un McDonald's en 2008. La declaración de "más de 99 mil millones atendidos" ilustra la idea de calculabilidad de Ritzer.

El consumo moderno de alimentos tipifica el proceso de racionalización. Donde la preparación de alimentos en las sociedades tradicionales es más laboriosa y técnicamente ineficiente, la sociedad moderna se ha esforzado por lograr velocidad y precisión en su entrega. Los restaurantes de comida rápida s, diseñados para maximizar las ganancias, se han esforzado por lograr una eficiencia total desde su concepción, y continúan haciéndolo. Se ha logrado un nivel estricto de eficiencia de varias maneras, incluido un control más estricto de las acciones de sus trabajadores, el reemplazo de sistemas más complicados por otros más simples y que requieren menos tiempo, sistemas simples numerados de comidas de valor y la adición de drive a través de ventanas.
La racionalización también se observa en la sustitución de tiendas más tradicionales, que pueden ofrecer ventajas subjetivas a los consumidores, como lo que los sociólogos consideran un entorno menos regulado, más natural, con tiendas modernas que ofrecen la ventaja objetiva de precios más bajos a los consumidores. El caso de Wal-Mart es un claro ejemplo que demuestra esta transición. Si bien Wal-Marts ha atraído críticas considerables por desplazar efectivamente las tiendas más tradicionales, estas preocupaciones subjetivas de valor social han tenido una efectividad mínima para limitar la expansión de la empresa, particularmente en naciones más racionalizadas. Debido a las preferencias del público por precios más bajos sobre las ventajas que los sociólogos reclaman para las tiendas más tradicionales.
El sociólogo George Ritzer ha utilizado el término McDonaldización para referirse, no sólo a las acciones del restaurante de comida rápida, sino al proceso general de racionalización. Ritzer distingue cuatro componentes principales de la McDonaldización:
- Eficiencia: el método óptimo para realizar una tarea; el método más rápido para llegar del punto A al punto B. La eficiencia en la McDonaldización significa que todos los aspectos de la organización están orientados hacia la minimización del tiempo.[3]
- Calculabilidad: los objetivos son cuantificables (es decir, ventas, dinero) en lugar de subjetivos (es decir, gusto, trabajo). McDonaldization desarrolló la noción de que la cantidad es igual a la calidad y que una gran cantidad de producto entregado al cliente en poco tiempo es lo mismo que un producto de alta calidad. "Dirigen su organización de tal manera que una persona puede entrar en cualquier McDonald's y recibir los mismos sándwiches preparados exactamente de la misma manera. Esto da como resultado un sistema altamente racional que especifica cada acción y no deja nada al azar".[3]
- Previsibilidad -  estandarizado y servicios uniformes. "Previsibilidad" significa que no importa a dónde vaya una persona, recibirá el mismo servicio y el mismo producto en cada interacción con la corporación. Esto también se aplica a los trabajadores de esas organizaciones; sus tareas son rutinas altamente repetitivas y predecibles.[3]
- Control - empleados estandarizados y uniformes, reemplazo de tecnologías humanas por no humanas.[3]

## Comercialización
Así como el capitalismo en sí mismo es una política económica racionalizada, también lo es el proceso de comercialización que utiliza para aumentar las ventas. La mayoría de las fiestas, por ejemplo, se crearon fuera de un contexto religioso o en celebración de algún evento pasado. Sin embargo, en las sociedades racionalizadas estos valores tradicionales disminuyen cada vez más y el objetivo cambia del objetivo cualitativo de una celebración significativa al objetivo más cuantitativo de aumentar las ventas.
En los Estados Unidos, por ejemplo, la mayoría de las fiestas importantes ahora están representadas por figuras racionalizadas,  secularizado que sirven como un tótem corporativo. En entornos más tradicionales, los obsequios son más a menudo trabajos hechos a mano que tienen algún significado simbólico. Este valor cualitativo de los obsequios disminuye en las sociedades racionalizadas, donde los individuos a menudo ofrecen pistas o hablan directamente sobre el presente que les interesa recibir. En estas sociedades, es más probable que el valor de un regalo sea sopesado por medidas objetivas (es decir, valor monetario) que subjetivas (es decir, simbolismo).

## Otros objetos de racionalización

### Cuerpo humano
Una tendencia racional es aumentar la eficiencia y la producción del cuerpo humano. Se pueden emplear varios medios para lograr este fin, incluidas las tendencias hacia el ejercicio, dieta, una mayor higiene,  fármacos y un énfasis en la nutrición óptima. Además de aumentar  esperanza de vida, estos permiten cuerpos más fuertes, más delgados y optimizados para realizar tareas rápidamente.  Otro aspecto de esto es mantener un cierto nivel de  atracción física. Procesos tales como el peinado del cabello, el uso de una fragancia, el corte de pelo apropiado y el uso de ciertas prendas de vestir reciben  calculado uso, el de dar de una cierta impresión a otras personas. En estos casos, vemos cómo la racionalización produce significado y no es solo una forma de acelerar las cosas, es decir, se dice que una persona gorda tiene poco autocontrol y disciplina y, por lo tanto, ahora puede hacer juicios personales sobre ellos.
Otra tendencia es la burocratización de los procesos que antes se podían haber hecho a través del hogar. Esto incluye el uso de hospitales para el parto y el uso de  doctores para identificar síntomas de una enfermedad y prescribir tratamiento.

### Educación
La educación racionalizada tiende a centrarse menos en temas basados en el uso del discurso crítico (por ejemplo, religión) y más en asuntos de importancia calculada (como administración de empresas). Esto se refleja también en el movimiento hacia las pruebas estandarizadas y de opción múltiple, que miden a los estudiantes sobre la base de respuestas numeradas y contra un estándar uniforme.
- Consumismo
- Desencantamiento
- Economía del conocimiento
- Proceso de urbanización
- Posmodernidad

## Otras lecturas
- Adorno, Theodor. Negative Dialectics. Translated by E.B. Ashton, London: Routledge, 1973
- Bauman, Zygmunt. Modernity and The Holocaust. Ithaca, NY: Cornell University Press 1989. ISBN 0-8014-2397-X
- Green, Robert W. (ed.). Protestantism, Capitalism, and Social Science. Lexington, MA: Heath, 1973.
- "McDonaldzation principles",  Macionis, J., and Gerber, L. (2010). Sociology, 7th edition

- Datos: Q17936